# خلايا صافية

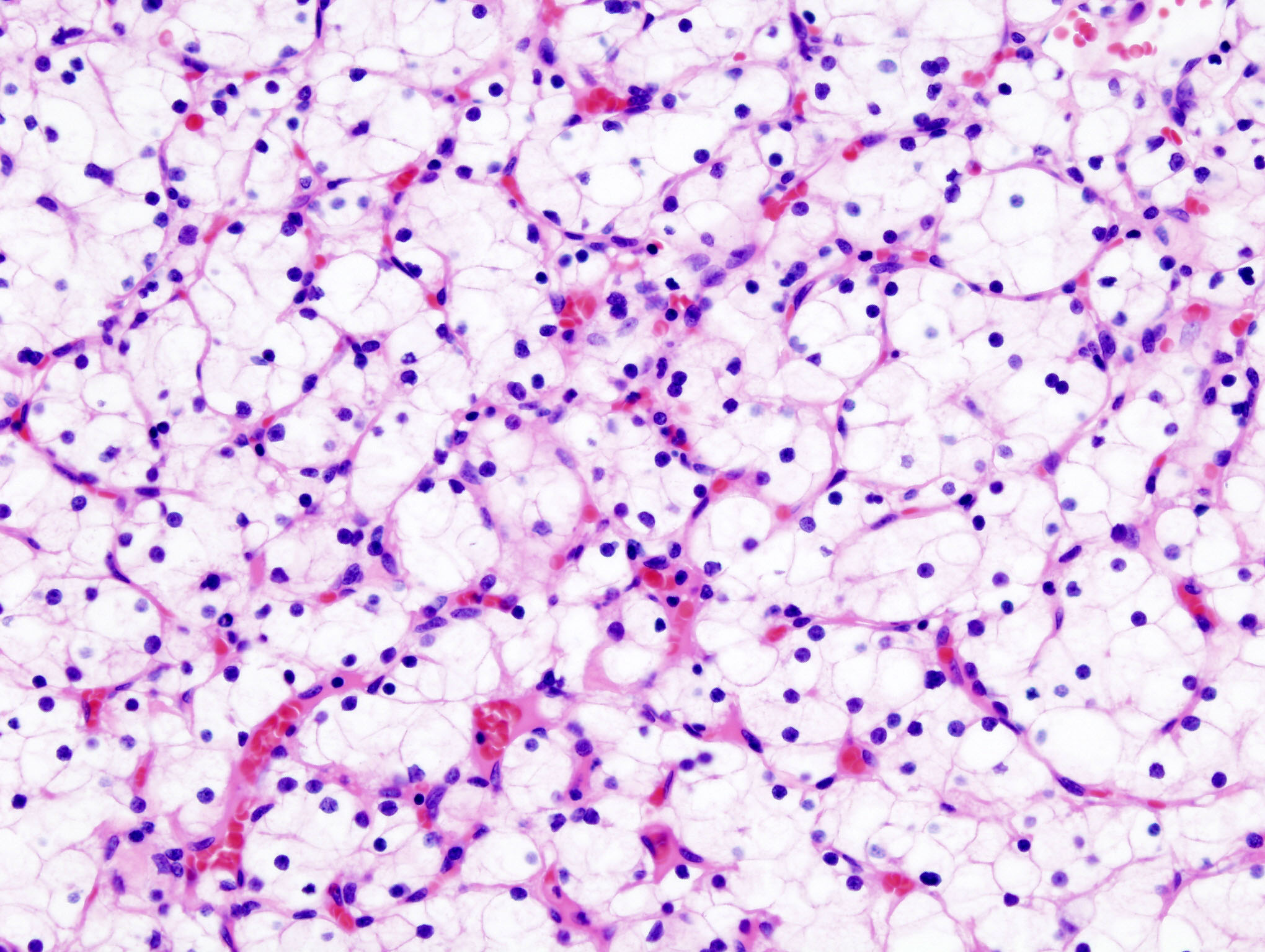

الخلايا الصافية (بالإنجليزية: Clear cell)‏ في علم الأنسجة هي الخلايا التي يظهر فيها السيتوبلازم واضع عندما يتم صبغه بصبغة الهيماتوكسيلين واليوزين(H&E). بشكل طبيعي الخلايا الصافية هي خلايا إفرازية في النسيج الطلائي، وهي أحد مكونات الغدد العرقية المفرزة. الغشاء الخلوي للخلايا الصافية يحتوي على العديد من الثنايا وبشكل ملحوظ أكثر على الجهة القمية والجانبية. يحتوي سيتوبلازمها على عدد كمية كبيرة من الجلايكوجين وعدة ميتوكندريات. الخلايا الميلانينية تظهر كخلايا صافية عندما تكون في الطبقة القاعدية من الجلد وخلايا لانغرهانس تظهر كخلايا صافية في الطبقة الشائكة.
الأورام صافية الخلايا هي السرطانات التي تحتوي على رجحان الخلايا الصافية.